# Cernide
 (août 2023).
Si vous disposez d'ouvrages ou d'articles de référence ou si vous connaissez des sites web de qualité traitant du thème abordé ici, merci de compléter l'article en donnant les références utiles à sa vérifiabilité et en les liant à la section « Notes et références ».
 (août 2023).
Motif : Est-ce un personnage particulier ou une appellation générique ?
Un cernide est un milicien vénitien.

## Evocation littéraire
Venise, opulente et hardie.... entretenant perpétuellement sur le pied de guerre 25 000 cernides... (Victor Hugo, dans Le Rhin).